# Howard Ashman
Pour les articles homonymes, voir Ashman.
Œuvres principales
La Petite Boutique des horreurs (1982)
La Petite Sirène (1989)
La Belle et la Bête (1991)
Aladdin (1992)
Howard Ashman est un parolier, librettiste et metteur en scène américain né le 3 mai 1950 à Baltimore (Maryland) et mort le 14 mars 1991 à New York (État de New York).
Il est particulièrement connu pour sa collaboration avec le compositeur Alan Menken à Broadway (La Petite Boutique des horreurs), puis pour les Walt Disney Pictures contribuant à lancer au début des années 1990 le « Second âge d'or » des studios avec La Petite Sirène (1989).

## Biographie

### Jeunesse et études
De son vrai nom Howard Elliott Gershman, il naît le 3 mai 1950 à Baltimore dans le Maryland.

### Mort
Howard Ashman meurt du sida le 14 mars 1991 au  St. Vincent's Hospital de New York, à l'âge de 40 ans, durant les productions des films d'animation La Belle et la Bête et Aladdin.
Ashman et Menken avaient terminé les chansons de La Belle et la Bête, mais Tim Rice dut être appelé pour finir les chansons d'Aladdin avec Menken. La chanson Proud of Your Boy fut l'une des dernières chansons écrites par Ashman, mais elle fut retirée du film lorsque le personnage de la mère d'Aladdin fut supprimé (ce titre réapparaîtra dans l'adaptation en comédie musicale d'Aladdin à Broadway en 2011).
Le générique de fin de La Belle et la Bête comporte la dédicace suivante : 

« To our friend, Howard,
Who gave a mermaid her voice, and a beast his soul.
We will be forever grateful.

Howard Ashman (1950-1991) »

## Théâtre
- 1978 : Gorey Stories, lyrics et musique David Aldrich, direction artistique Howard Ashman (WPA Theatre), Booth Theatre :
- 1982-1987 : Little Shop of Horrors, livret et lyrics Howard Ashman, musique Alan Menken, Orpheum Theatre (off-Broadway)
- 1986-1987 : Smile, livret, lyrics et mise en scène Howard Ashman, musique Marvin Hamlisch, Lunt-Fontanne Theatre
- 1994-2007 : Beauty and the Beast, livret Linda Woolverton, lyrics Howard Ashman et Tim Rice, musique Alan Menken, Palace Theatre puis Lunt-Fontanne Theatre (posth.)
- 2008-2009 : The Little Mermaid, livret Doug Wright, lyrics Howard Ashman et Glenn Slater, musique Alan Menken, Lunt-Fontanne Theatre (posth.)
- 2014 : Aladdin, livret Chad Beguelin, lyrics Howard Ashman, Chad Beguelin et Tim Rice, musique Alan Menken, 5th Avenue Theatre (posth.)

## Filmographie
- 1986 : La Petite Boutique des horreurs
- 1988 : Oliver et Compagnie (Oliver & Company) de George Scribner : parolier pour Once Upon a Time in New York City
- 1989 : La Petite Sirène (The Little Mermaid) de Ron Clements et John Musker : parolier et coproducteur
- 1991 : La Belle et la Bête (Beauty and the Beast) de Gary Trousdale et Kirk Wise : parolier et producteur exécutif
- 1992 : Aladdin de Ron Clements et John Musker : parolier

## Distinctions

### Récompenses
- Golden Globes 1990 : Meilleure chanson originale pour Under the Sea dans La Petite Sirène, partagé avec Alan Menken
- Oscars 1990 : Meilleure chanson originale pour Under the Sea dans La Petite Sirène, partagé avec Alan Menken

- Grammy Awards 1991 :
  - Meilleur enregistrement pour enfants avec The Little Mermaid: Original Walt Disney Records Soundtrack, partagé avec Alan Menken (posth.)
  - Meilleure chanson écrite pour un film ou la télévision pour Under the Sea dans La Petite Sirène, partagé avec Alan Menken (posth.)

- Golden Globes 1992 : Meilleure chanson originale pour Beauty and the Beast dans La Belle et la Bête, partagé avec Alan Menken (posth.)
- Oscars 1992 : Meilleure chanson originale pour Beauty and the Beast dans La Belle et la Bête, partagé avec Alan Menken (posth.)[2]

- Grammy Awards 1993 : 
  - Meilleure chanson écrite pour un film ou la télévision pour Beauty and the Beast dans La Belle et la Bête, partagé avec Alan Menken (posth.)
  - Meilleur album pour enfants pour Beauty and the Beast: Original Motion Picture Soundtrack, partagé avec Alan Menken (posth.)

- Grammy Awards 1994 : Meilleur album pour enfants pour Aladdin: Original Motion Picture Soundtrack, partagé avec Alan Menken et Tim Rice (posth.)

### Nominations
- Grammy Awards 1984 : Meilleur album pour Little Shop Of Horrors, partagé avec Alan Menken et Phil Ramone

- Oscars 1987 : Meilleure chanson originale pour Mean Green Mother from Outer Space dans La Petite Boutique des horreurs
- Saturn Awards 1987 : Meilleur scénario pour La Petite Boutique des horreurs

- Golden Globes 1990 : Meilleure chanson originale pour Kiss the Girl dans La Petite Sirène, partagé avec Alan Menken
- Oscars 1990 : Meilleure chanson originale pour Kiss the Girl dans La Petite Sirène, partagé avec Alan Menken

- Grammy Awards 1991 : Meilleure chanson écrite pour un film ou la télévision pour Kiss the Girl dans La Petite Sirène, partagé avec Alan Menken

- Golden Globes 1992 : Meilleure chanson originale pour Be Our Guest dans La Belle et la Bête, partagé avec Alan Menken (posth.)
- Oscars 1992 : 
  - Meilleure chanson originale pour Belle dans La Belle et la Bête, partagé avec Alan Menken (posth.)
  - Meilleure chanson originale pour Be Our Guest dans La Belle et la Bête, partagé avec Alan Menken (posth.)

- BAFA 1993 : Meilleure musique de film pour La Belle et la Bête, partagé avec Alan Menken (posth.)
- Golden Globes 1993 : 
  - Meilleure chanson originale pour Friend Like Me dans Aladdin, partagé avec Alan Menken (posth.)
  - Meilleure chanson originale pour Prince Ali dans Aladdin, partagé avec Alan Menken (posth.)
- Grammy Awards 1993 : 
  - Album de l'année pour Beauty and the Beast (Original Motion Picture Soundtrack), partagé avec Alan Menken, Walter Afanasieff, Robert Buchanan, David Ogden Stiers, Paige O'Hara, Céline Dion, Peabo Bryson, Robby Benson, Angela Lansbury, Jerry Orbach, Richard White et Jesse Corti (posth.)
  - Chanson de l'année pour Beauty and the Beast, partagé avec Alan Menken, Robby Benson, Angela Lansbury, Jerry Orbach, David Ogden Stiers, Rex Everhart, Bradley Pierce et Richard White (posth.)
- Oscars 1993 : Meilleure chanson originale pour Friend Like Me dans Aladdin, partagé avec Alan Menken (posth.)

- Grammy Awards 1994 : Meilleure chanson écrite pour un film ou la télévision pour Friend Like Me dans Aladdin, partagé avec Alan Menken, Tammy Blanchard, Jonathan Groff, Tom Alan Robbins, Will Van Dyke, Michael Mayer, Alan Menken, Frank Wolf, Robin Williams, Linda Larkin et Scott Weinger (posth.)

- Grammy Awards 2021 : Meilleur album de comédie musicale pour Little Shop Of Horrors (The New Off-Broadway Cast) (posth.)

## Hommages
En 2001, Howard Ashman est nommé Disney Legend à titre posthume.
Sur le DVD de l'édition spéciale 2002 de La Belle et la Bête, les animateurs de Disney ont ajouté une nouvelle chanson intitulée Human Again, qu'Ashman et Menken avaient écrite pour le film, mais qui avait été coupée. Dans un court documentaire intitulé Howard Ashman: In Memoriam, de nombreuses collaborateurs des studios  témoignent de l'implication d'Howard dans le film et de la perte qu'à été son décès. Jeffrey Katzenberg affirme qu'il y avait « deux anges qui veillaient sur eux et qui mettaient leur touche magique sur chaque film réalisé ». Ces deux anges étaient « Ashman et Walt Disney lui-même ».
Un album d'Howard Ashman interprétant son propre travail intitulé Howard Sings Ashman a été publié le 11 novembre 2008 par PS Classics dans le cadre de la « Songwriter Series » de la Bibliothèque du Congrès.
En 2009, Don Hahn, producteur de La Belle et la Bête, dédie son documentaire Waking Sleeping Beauty aux principaux protagonistes de la renaissance de l'animation Disney, à savoir Ashman, Frank Wells, Joe Ranft et Roy E. Disney.
En 2018, Don Hahn réalise un film documentaire biographique sur Howard Ashman, intitulé Howard et présenté en avant-première au Festival du film de Tribeca, puis en sortie limitée, avant d'être diffusé en août 2020 sur Disney+.